# Túpolev I-14
El Túpolev I-14 (también designado ANT-31) fue un caza soviético de los años 30 del siglo XX. Era un monoplano monomotor monoplaza con tren de aterrizaje retráctil, diseñado para llevar armamento pesado, y, como tal, fue uno de los cazas más avanzados de su época. Fue puesto en producción, pero esta fue cancelada después de que se construyeran sólo unos pocos aparatos, ya que se prefirió al Polikárpov I-16.

## Diseño y desarrollo
En 1932, la Fuerza Aérea Soviética desarrolló un requerimiento por un caza monoplano de alta velocidad que entrara de servicio junto con cazas biplano ágiles aunque más lentos. Para cubrir este requerimiento, la Oficina de Diseño Túpolev designó un equipo liderado por Pável Sujói. El equipo de Sujói produjo el ANT-31, un monoplano con ala cantiléver sin arriostramiento, tren de aterrizaje retráctil, cabina cerrada y armamento de cañones pesados.
El avión disponía de un fuselaje monocasco metálico, mientras que las alas eran de construcción de metal corrugado. Las ruedas principales del tren de aterrizaje se retraían hacia atrás dentro del ala, siendo operadas por cables accionados por una manivela girada por el piloto. El primer prototipo estaba propulsado por un motor radial importado Bristol Mercury de 433 kW (580 hp) instalado bajo una cubierta NACA y moviendo una hélice bipala de madera. Estaba armado una única ametralladora PV-1, con provisión para dos cañones automáticos sin retroceso Kurchevsky APK-37 bajo el ala.
El ANT-31, ya con la designación de la Fuerza Aérea I-14 (Istrebitel, caza), realizó su primer vuelo el 27 de mayo de 1933. Demostró ser ágil pero difícil de manejar, y con el sobrealimentado Mercury estaba falto de potencia, particularmente a baja cota. Por ello se decidió construir un segundo prototipo, el I-14bis (también conocido como ANT-31bis y como I-142), con un más potente motor Wright Cyclone de 531 kW (712 hp), también importado, ala corrugada y un nuevo tren de aterrizaje. El I-14bis exhibió unas excelentes prestaciones, aunque el manejo seguía siendo difícil, y se realizó un pedido de producción de 55 aviones, propulsados por el Shvetsov M-25, una versión bajo licencia del Cyclone, con un armamento de dos cañones sin retroceso Kurchevsky APK-11 de 45 mm y dos ametralladoras ShKAS.

## Historia operacional
Las entregas comenzaron desde la fábrica GAZ-125 en Irkutsk, Siberia, en noviembre de 1936. El armamento del avión había cambiado a una única ametralladora ShKAS y un único cañón ShVAK, ya que las armas sin retroceso de Kurchevsky habían caído en desgracia (siendo arrestado el propio Kurchevsky al poco tiempo). Por esa época, el caza rival Polikárpov I-16 estaba en plena producción y había entrado en servicio, deteniéndose la producción del I-14 después de construirse 18 ejemplares, siendo el modelo retirado del servicio poco después.

## Variantes
ANT-31 (I-14)
Prototipo de caza monomotor, uno construido.
ANT-31bis (I-14bis, I-142)
Variante mejorada del ANT-31, un prototipo y 18 aparatos de serie construidos.

## Operadores
Unión Soviética
- Fuerza Aérea Soviética

## Especificaciones (I-14 de producción)
Referencia datos: Tupolev: The Man and His Aircraft

### Características generales
- Tripulación: Uno (piloto)
- Longitud: 6,1 m (20 ft)
- Envergadura: 11,3 m (36,9 ft)
- Altura: 3,1 m (10,3 ft)
- Superficie alar: 16,8 m² (180,8 ft²)
- Peso vacío: 1170 kg (2578,7 lb)
- Peso cargado: 1540 kg[3]
- Planta motriz: 1× motor radial de nueve cilindros refrigerado por aire Shvetsov M-25.
  - Potencia: 522 kW (719 HP; 710 CV)
- Hélices: Bipala

### Rendimiento
- Velocidad máxima operativa (Vno): 449 km/h (279 MPH; 242 kt)
- Alcance: 1050 km (567 nmi; 652 mi)
- Techo de vuelo: 9430 m (30 938 ft)
- Tiempo a altitud: 6,5 min a 5000 m (16 400 pies)[3]

### Armamento
- Ametralladoras: 

  - 1x ShKAS de 7,62 mm

- Cañones: 

  - 1x ShVAK de 20 mm[5]

## Aeronaves relacionadas

### Aeronaves similares
- Polikárpov I-16
- Grigorovich IP-1

### Secuencias de designación
- Secuencia ANT-_ (interna de Túpolev): ← ANT-28 - ANT-29 - ANT-30 - ANT-31 - ANT-35 - ANT-36 - ANT-37 →
- Secuencia I-_ (Cazas soviéticos, 1923-1940): ← I-11 - I-12 - I-13 - I-14/I-142 - I-15/ter - I-16 - I-17 →